# Terrasse der Elefanten

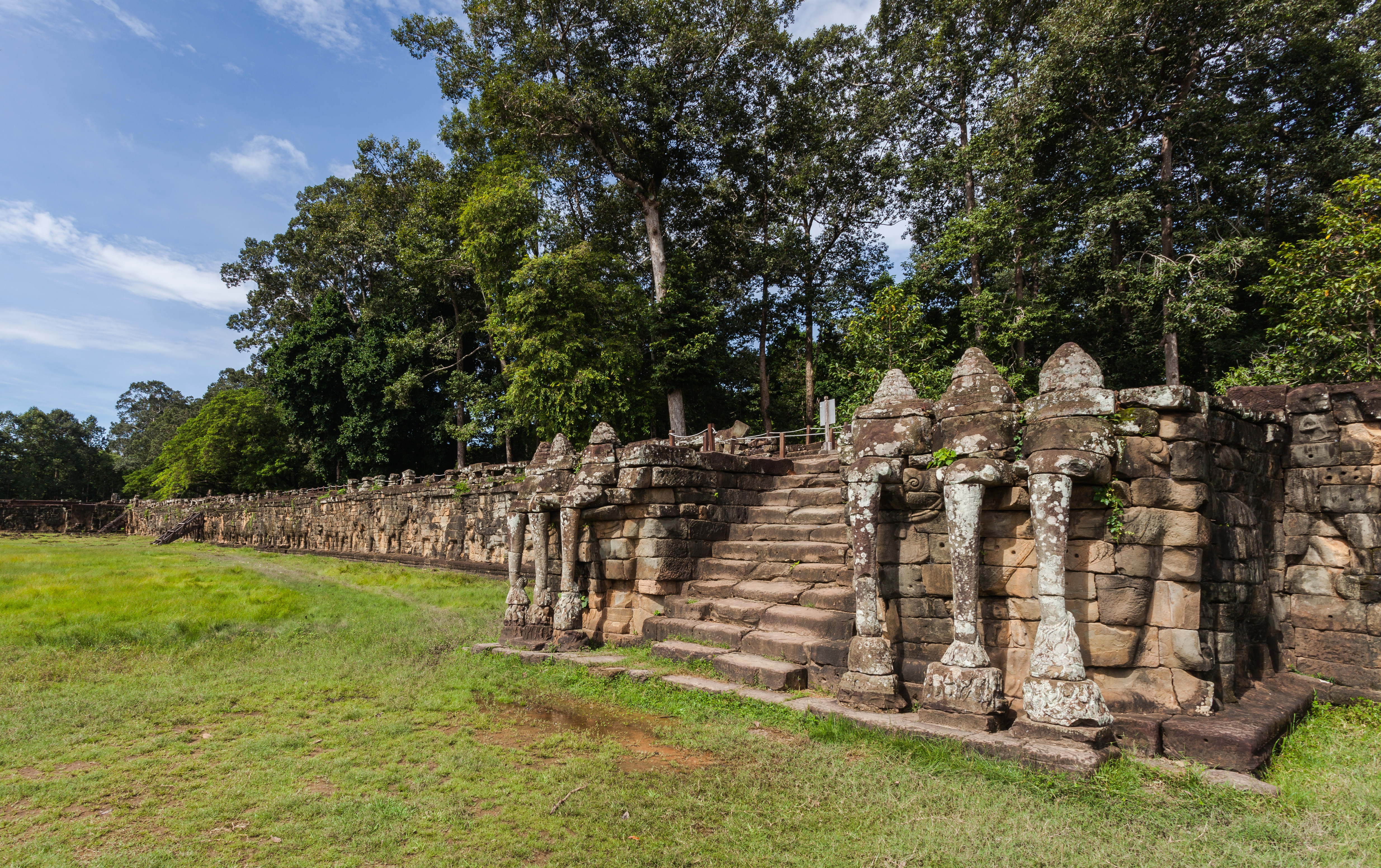
Terrasse der Elefanten

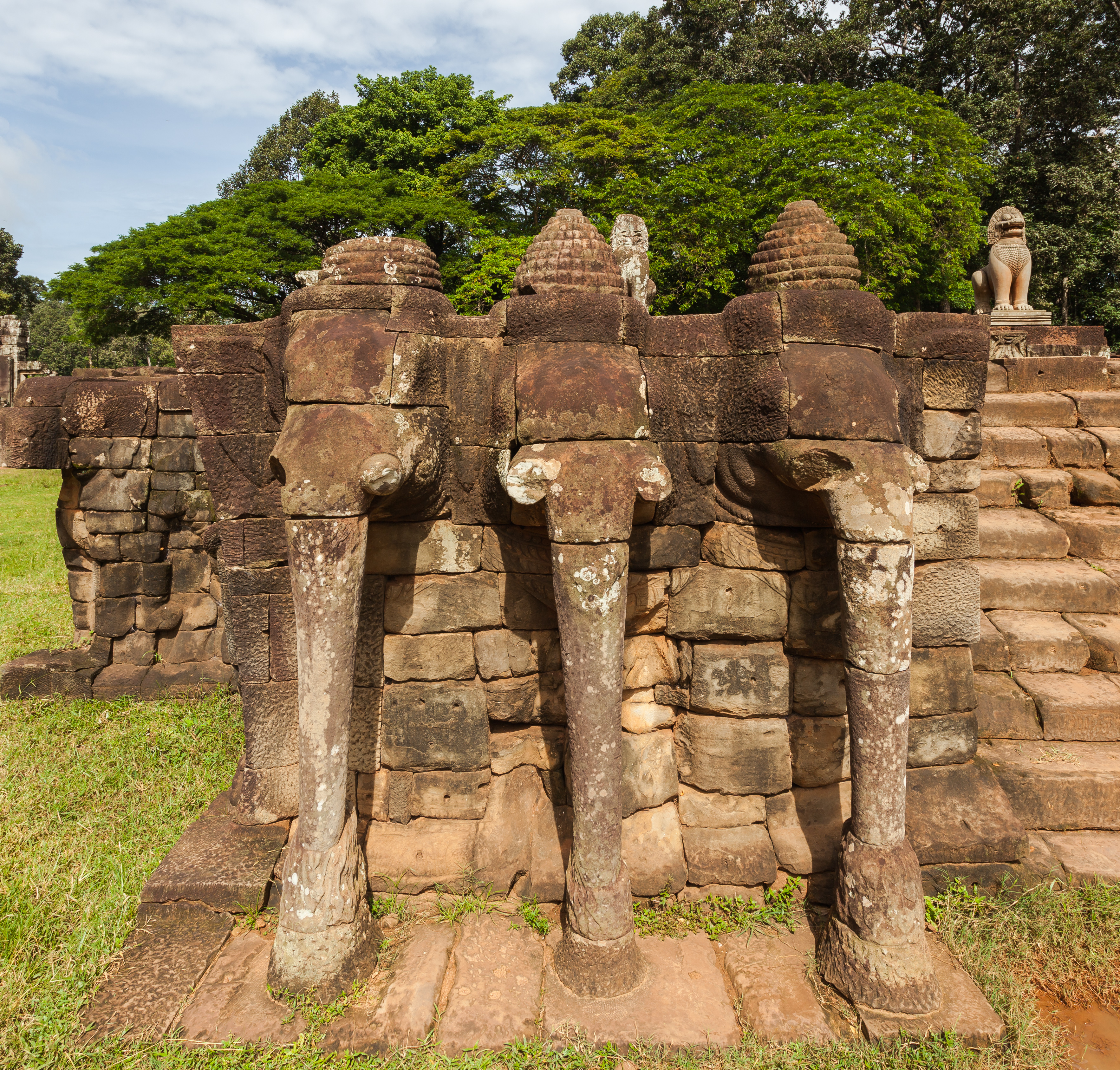
Detail der Elefanten

Die Terrasse der Elefanten (Khmer: ព្រះលានជល់ដំរី) befindet sich in Angkor Thom, nördlich von Siem Reap (Kambodscha). Sie liegt westlich der Nordsüd-Straße am Großen Platz und grenzt damit das Palastgelände von Phimeanakas nach Osten ab. Nördlich befindet sich die Terrasse des Lepra-Königs.
Die Terrasse wurde von König Jayavarman VII. am Ende seiner Regierungszeit (Anfang des 13. Jahrhunderts) erbaut. Sie besteht aus drei unterschiedlich hohen Plattformen, zu der fünf Treppen führen.
Die Darstellungen von Elefanten und einer großen Elefantenjagd gaben der Terrasse ihren Namen. Des Weiteren sind auch Garudas, Löwen, Balaha (fliegendes Pferd, eine der Inkarnationen des Bodhisattva Lokeshvara), Gladiatoren, Artisten und Polo-Spieler zu sehen.
Auf dem 350 m langen und 14 m breiten Gelände standen nach Schilderungen chinesischer Reisender des 13. Jahrhunderts mehrere Pavillons, die heute nicht mehr existieren. Von dort aus konnte die königliche Familie Paraden, Prozessionen und Spiele auf dem Großen Platz ansehen.